# Escudo de San Martín
El escudo de San Martín está compuesto de una representación del viejo Palacio de Justicia de Philipsburg, acompañado en  altura a la derecha del monumento a la amistad franco-neerlandesa y a la izquierda de un ramillete de lanolina amarilla, la flor nacional. En la parte inferior, hay un pergamino donde se lee el lema del Nuevo País: Semper Progrediens, cuya traducción en castellano significa Siempre Avanzando, en una cinta amarilla. Está timbrado por un pelícano volando hacia un sol naciente.
- Datos: Q2301719